# Fédération royale marocaine de tennis
La Fédération royale marocaine de tennis organise le tennis au Maroc et met en place un système de classement et de compétition nationaux. Elle est affiliée à la Fédération internationale de tennis.

## Dirigeants
Les présidents successifs de la Fédération royale marocaine de tennis :
- Docteur Ahmed Djebli (1957-1964)
- Mohamed M'Jid (1964-2009)
- Fayçal Laâraïchi (depuis 2009).

|   | Nom              | Mandat    | Notes |
| - | ---------------- | --------- | ----- |
| 1 | Mohamed M'jid    | 1964-2009 |       |
| 2 | Fayçal Laâraïchi | 2009-     |       |

## Bureau fédéral
- Aniss Brahim du Club A.S.A.S  ( Association Sportive Ain Sbaa )
- Dalil Guendouz du Wifak.
- Nadia Iraki des TP.
- Fouad Mejjati Alami du Royal tennis club de Fès.
- Khalid Outaleb RUC[2].
- Mustapha Faiz du COC.
- Aziz el-Aref du Royal tennis club de Mohammédia.
- Aziz Tifnouti du Royal tennis club de Marrackech.
- Ahmed Lahmidi de l'ACSA.
- Mustapha Sahabi de Marsa Laroc OCC.
- Adil Boulouiz du Stade marocain.